# 史蒂夫·伦德奎斯特
史蒂夫·伦德奎斯特（英語：Steve Lundquist，1961年2月20日—），美国男子游泳运动员。他曾代表美国参加1984年夏季奥林匹克运动会游泳比赛，获得男子100米蛙泳和男子4×100米混合泳接力金牌。